# Yaquina (település)
Yaquina (kiejtése: jəˈkwɪnə, korábban Yaquina City) az Amerikai Egyesült Államok északnyugati részén, Oregon állam Lincoln megyéjében elhelyezkedő önkormányzat nélküli település.
Nevét a yaquina indiánokról kapta. 1887-ben itt alapították az állami újságkiadók szövetségét.

## Története
A 19. század végén Yaquina City volt az Albany és Corvallis közötti vasútvonal nyugati végállomása. A vonal meghosszabbítását túl költségesnek találták; miután az Oregon Pacific Railroad csődvédelmet kért, 1907-ben a vonal a Southern Pacific Transportation Companyhez került.
1911-ben vasútállomás, fordítókorong, járműjavító, bank és szálloda is volt itt. Hétvégente a strandolókat a Willamette-völgyből nyolc vonat, Newport felé pedig gőzhajó szállította. Mivel Newportot és Toledót közúton egyszerűbben meg lehetett közelíteni, a két település fejlődésnek indult, Yaquina City pedig hanyatlani kezdett. A második világháborúban a Toledo és Yaquina City közötti vonalszakaszon a vágányokat felszedték. Húsz év múlva a lakosságszám nulla főre csökkent; Edwin Culp szerint „ma bárki végigvezethet Newport és Toledo között Yaquina Cityn keresztül, és nem fogja tudni, hogy létezett ilyen település”.
Az Amerikai Egyesült Államokban innen lehetett elsőként látni a 2017. augusztus 21-ei napfogyatkozást.

## Népesség
A település népességének változása:
| Lakosok száma | 268  | 289  | 310  | 88   |
|               | 1900 | 1910 | 1920 | 1930 |

## Fordítás
- Ez a szócikk részben vagy egészben  a   Yaquina, Oregon című angol Wikipédia-szócikk ezen változatának fordításán alapul.  Az eredeti cikk szerkesztőit annak laptörténete sorolja fel. Ez a jelzés csupán a megfogalmazás eredetét és a szerzői jogokat jelzi, nem szolgál a cikkben szereplő információk forrásmegjelöléseként.